# Ruta 101 Transbarca
La Ruta 101 del Sistema de transporte masivo de Barquisimeto Transbarca es una ruta alimentadora que en conjunto con otras 5 rutas abastecen el sistema. Comienza en la estación Variquisimeto al oeste de la ciudad pasando por las avenidas Libertador, Rómulo Gallego, Venezuela, Carabobo, Las Palmas, Andrés Bello, Intercomunal Barquisimeto - Duaca, Av. Rotaria del norte hasta llegar a Tamaca, y en retorno pasa por las avenidas Cordero, Intercomunal Barquisimeto - Duaca, Libertador hasta llegar de nuevo a la Estación Variquisimeto.
En su recorrido tiene un total de 35.5 kilómetros en el recorrido en ciclo ida y vuelta. A lo largo de esta línea se dispone de 37 paradas en rutas compartidas.

## Paradas
Las paradas de la ruta alimentadora 101 no están ubicadas en canales exclusivos, sino que están ubicadas paralelas a las paradas exclusivas del sistema, el resto de las paradas están simbolizadas por una señal que indica el lugar de la parada. Los buses únicamente se detienen en dichas paradas.